# Philippe Jaenada
Philippe Jaenada (Saint-Germain-en-Laye, 25 maggio 1964) è uno scrittore francese.

## Biografia
Nato a Saint-Germain-en-Laye nel 1964, si è trasferito a Parigi negli anni ottanta svolgendo nella capitale diversi mestieri.
Ha pubblicato i primi racconti sul mensile L'Autre Journal prima di esordire nel 1997 con il romanzo Il cammello selvatico al quale hanno fatto seguito (al 2018) altre 12 opere prevalentemente a carattere autobiografico.
Tra i riconoscimenti ottenuti, l'ultimo in ordine di tempo è stato il Prix Femina assegnatogli nel 2017 per il romanzo La Serpe sul caso di pluriomicidio che vide accusato e poi scagionato lo scrittore Georges Arnaud negli anni quaranta.

## Opere
- Il cammello selvatico (Le Chameau sauvage, 1997), Milano, Feltrinelli, 2001 traduzione di Yasmina Mélaouah ISBN 88-07-70135-9.
- Néfertiti dans un champ de canne à sucre (1999)
- La Grande à bouche molle (2001)
- Le Cosmonaute (2002)
- Vie et mort de la jeune fille blonde (2004)
- Les Brutes con Dupuy et Berbérian (2006)
- Déjà vu con Thierry Clech (2007)
- Plage de Manaccora, 16 h 30 (2009)
- La Femme et l'Ours (2011)
- Sulak (2013)
- La Petite femelle (2015)
- Spiridon Superstar (2016)
- Lo strano caso di Henri Girard (La Serpe, 2017), Palermo, Sellerio, 2019 traduzione di Angelo Molica Franco ISBN 978-88-389-3918-1

## Filmografia
- A+ Pollux (2012) regia di Luc Pagès (tratto dal libro Il cammello selvatico)

## Alcuni riconoscimenti
- Prix Alexandre-Vialatte: 1997 per Il cammello selvatico
- Prix de Flore: 1997 per Il cammello selvatico
- Prix Femina: 2017 per Lo strano caso di Henri Girard